# Península de San Carlos
La península de San Carlos, erradamente conocida como isla de San Carlos, perteneciente a Venezuela, está ubicada en la parroquia Monagas, al norte de la isla de Toas, entre el Golfo de Venezuela y el Lago de Maracaibo, al norte del estado Zulia y separada del municipio Guajira por la bahía de Urubá. Posee una población aproximada de unas 3000 personas. Se le ha denominado Isla debido a que a ciertas horas del día la marea sube y cubre el istmo que separa a la península de San Carlos de tierra firme.
En ella se encuentra el castillo colonial de San Carlos de La Barra construido en 1623 con roca caliza traída desde la isla de Toas justo en la entrada de la barra de Maracaibo para proteger el paso que conecta el Lago de Maracaibo con el Golfo de Venezuela. En la época en que se construyó Maracaibo había sido saqueada varias veces por piratas. En 1902 el castillo fue atacado por buques de guerra alemanas Panther y Vineta durante el Bloqueo Naval a Venezuela. 
El Castillo de San Carlos declarado en 1965, Monumento Histórico Nacional, es uno de los atractivos turísticos de la región zuliana y existe una ruta de ferry-boat que lleva hasta ella, desde un pequeño muelle ubicado en San Rafael de El Moján.